# 馬自達勢
馬自達勢（日语：マツダ・勢〔みなぎ〕；Mazda Minagi）是一款由日本馬自達公司開發的概念車。

## 概要

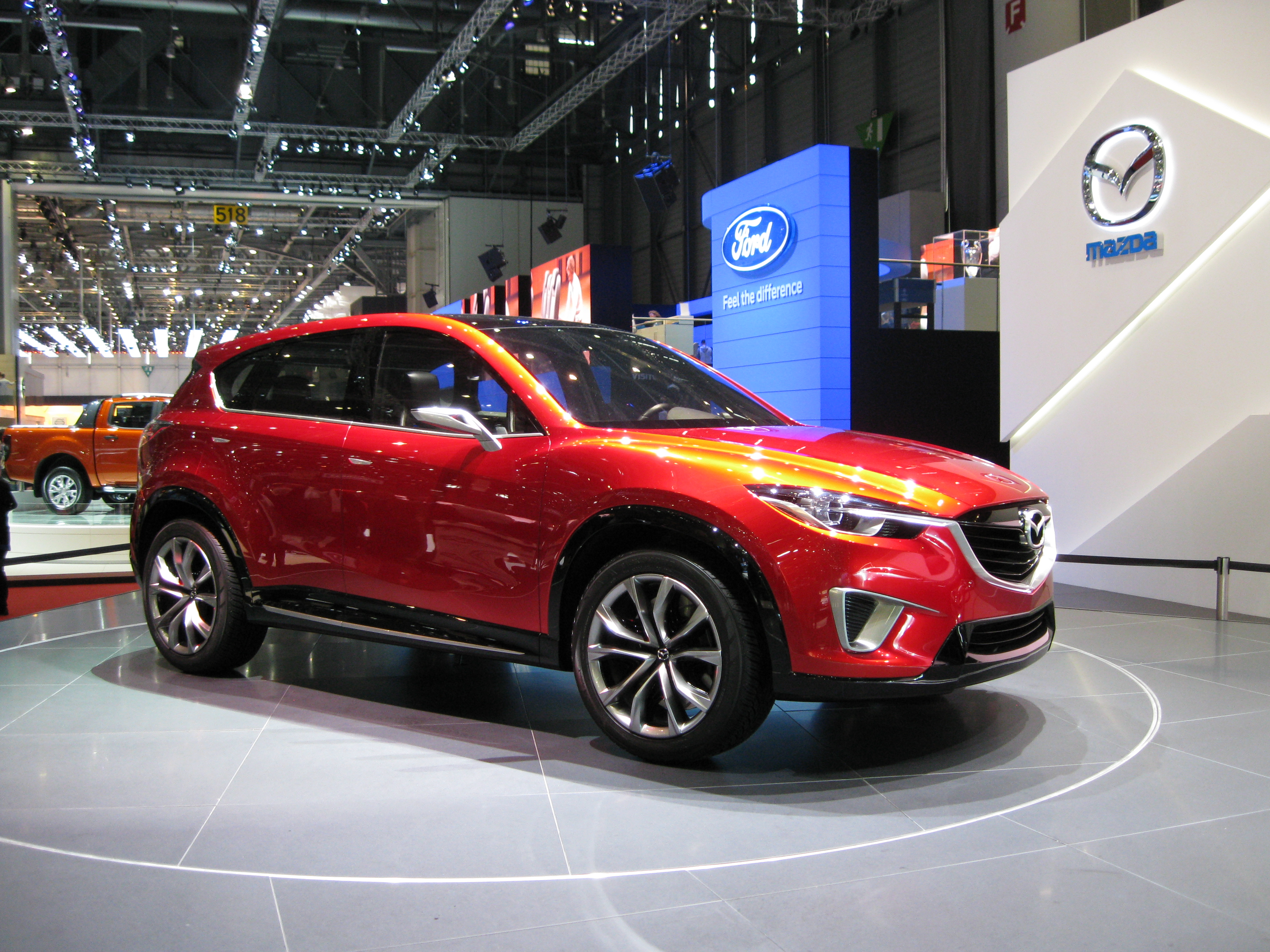
馬自達勢

該款車於2011年3月1日的日內瓦國際車展正式公開，是一款小型跨界（cross-over）休旅車，也是CX-5的雛型。
由於馬自達自2010年起表示車型設計概念將改成「魂動 - Soul of Motion」，此款概念車呼應此一概念，車身線條帶有運動感。引擎與變速箱皆搭載該公司最新研發之創馳藍天技術（SKYACTIV），兼顧動力與燃油經濟表現。

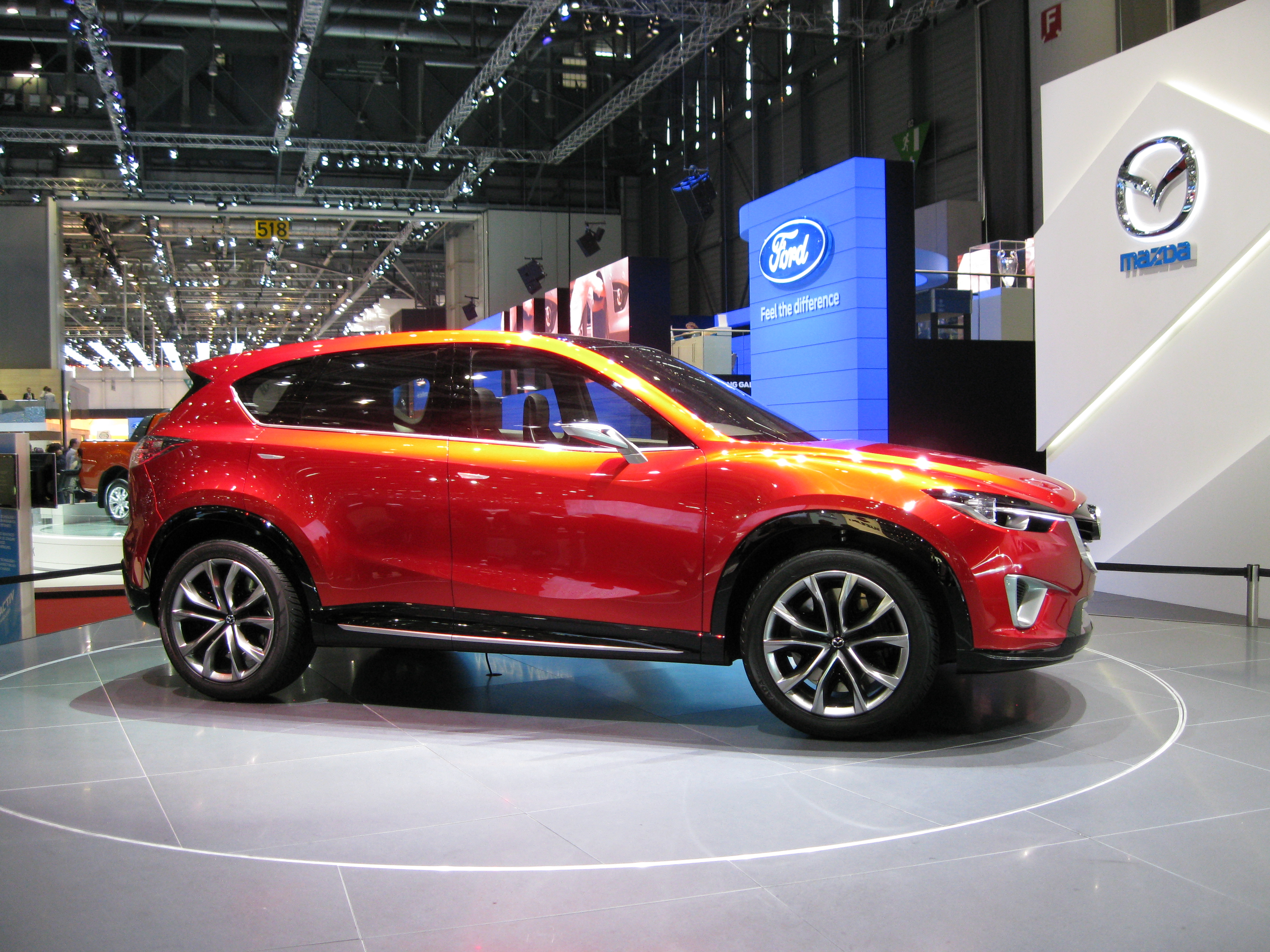
車側

## 內部連結
- 馬自達CX-5

## 外部連結
- （日語） 馬自達官方網站新聞稿